# Cathorops spixii
Cathorops spixii es una especie de pez de la familia Ariidae en el orden de los Siluriformes.

## Morfología
• Los machos pueden llegar alcanzar los 30 cm de longitud total.

## Distribución geográfica
Se encuentran en Sudamérica, en aguas marinas costeras poco profundas y estuarios salobres, lagunas y bocas de ríos  atlánticos, entre Guyana y Brasil.